# 川合眞紀
川合 眞紀（かわい まき、女性、1952年1月21日 - ）は、日本の化学者。金属表面における分子の振動励起とそれに伴う表面化学反応など、表面科学の広い領域を専門分野とする。東京大学名誉教授。自然科学研究機構長。日本化学会会長。理化学研究所名誉研究員。元分子科学研究所長。紫綬褒章受章。日本学士院会員。文化功労者。

## 経歴

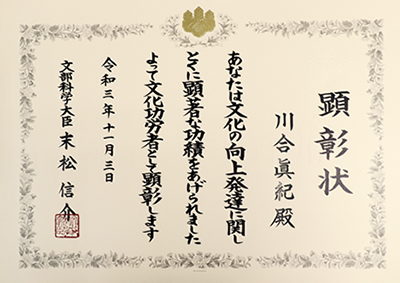
文化功労者顕彰状

東京都世田谷区出身。1970年3月、東京学芸大学附属高等学校卒業。1971年4月、東京大学教養学部理科二類に入学。1975年3月、東京大学理学部化学科卒業。1977年3月、同大学大学院理学系研究科修士課程修了。1980年3月、同研究科博士課程修了。同年4月、理化学研究所の特別研究生となる。1983年4月、通産省の大阪工業試験所の非常勤臨時職員となる。
1985年5月、理化学研究所に研究員として採用され、触媒研究室に入った。1988年5月、東京工業大学工業材料研究所客員教授に就任。1996年、第16回猿橋賞を受賞。2004年3月、東京大学大学院新領域創成科学研究科物質系専攻教授に就任。
2010年4月から2015年3月まで理化学研究所の理事を務めた。2014年10月1日から2017年9月30日まで日本学術会議の幹事を務めた。
2016年4月、自然科学研究機構の分子科学研究所（愛知県岡崎市）の所長に就任した。
2017年4月、東京大学名誉教授。
2017年11月3日、「固体表面における触媒反応に関する研究」および「走査トンネル顕微鏡を用いた単分子化学反応の実現」の研究成果が評価され、紫綬褒章を受章。
2018年5月23日、日本化学会会長に就任。任期は2年間。
2019年、ロレアル－ユネスコ女性科学賞受賞。
2020年、日本学士院賞受賞。2021年、文化功労者。同年、国連「10人委員会」メンバーに選出。2021年、日本学士院会員選出。
2022年3月31日、任期満了により分子科学研究所長を退任。4月1日、自然科学研究機構長に就任。

## 親族
- 祖父：高木貞治 - 東京帝国大学名誉教授、数学者、文化功労者、文化勲章受章者
- 父：高木佐知夫 - 1916年誕生。東京大学名誉教授、物理学者。叔母・美枝の夫で東京天文台職員の及川奥郎は、海軍大将や海軍大臣を務めた及川古志郎の実弟。
- 母：高木ミエ - 東京工業大学教授。1940年3月東京女子高等師範学校（現お茶の水女子大学）卒業[15]。 福岡県立若松高等女学校で1年間教員として勤務、1949年東京工業大学助手、1961年助教授を経て教授に就任。1979年退官後、東京家政学院大学で10年間に渡り一般教養の理科教育を担当。2017年8月15日、膵癌のため死去。享年98歳。

親子3代にわたり東京大学の名誉教授となっている 。大伯母谷はなは曽祖父谷國之助の二女で、神戸大学の起源となる神戸高等商業学校創立者水島銕也の妻。

## 主な業績
主な研究成果として、数原子層の金属酸化物の薄膜表面上で化学反応の選択制御に初めて成功、新原理で原子を操作、金属電極間接合の可逆的制御に成功、固体表面上の分子1つ1つの性質を調べる新手法を確立、分子ピンセットの開発に成功、新奇な近藤効果を金属表面上の分子で発見、n型有機半導体の単分子膜形成に成功、量子ドットの一次元配列を発見などが挙げられる。